# Selimaj
Selimaj – wieś położona w południowo-wschodniej części Albanii w gminie Bujan. Wieś znajduje się 111 kilometrów od stolicy państwa, Tirany.

## Demografia
Według spisu ludności z 1989 roku we wsi Selimaj mieszkało 537 mieszkańców.